# タシルンポ寺
タシルンポ寺（タシルンポじ、簡体字: 扎什伦布寺; 繁体字: 扎什倫布寺、蔵:bkra shis lhun po）は中華人民共和国チベット自治区シガツェ市サムドゥプツェ区にあるゲルク派最大の寺院である。吉祥須弥寺、扎什倫布寺、タシルンボ寺（僧院）。中国の5A級観光地（2017年認定）である。
ラサの3大寺院であるガンデン寺、セラ寺、デプン寺と合わせてゲルク派四大寺院、それに青海省のタール寺と甘粛省のラプラン寺と合わせてゲルク派六大寺院と呼ばれる。
4世以降のパンチェンラマはここで宗教活動と政治活動を主に行った。シガツェの街の西にある尼色日山の山腹に建設され、50あまりの経堂と200あまりの部屋をもつ。

## 起源と歴史

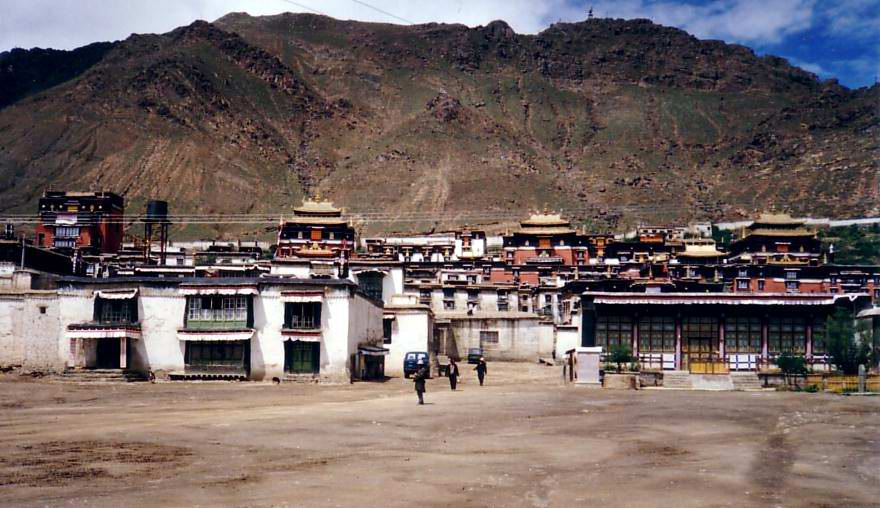
シガツェのタシルンポ寺, 1993

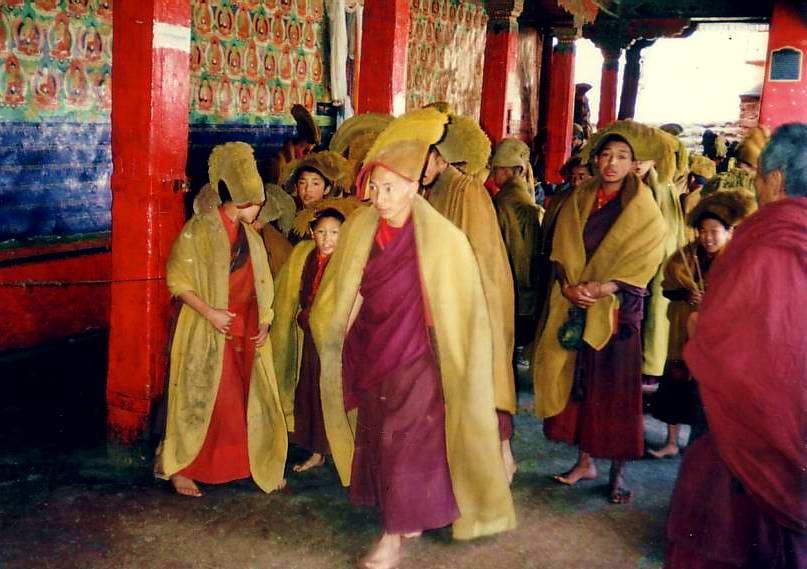
急ぎ足のタシルンポ寺の僧たち, 1993

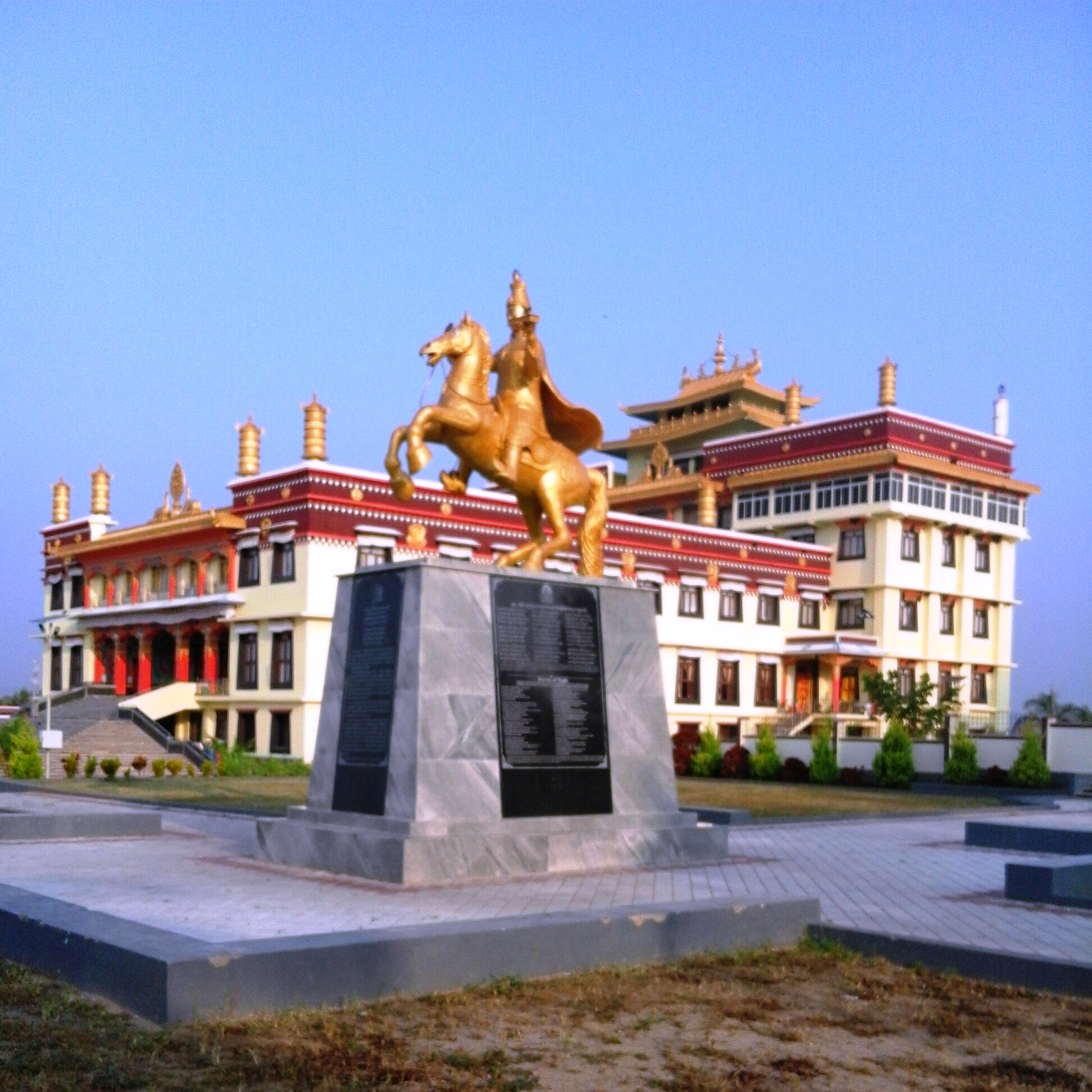
インド・ビラクッペにあるタシルンポ寺

1447年にツォンカパの末弟子にして後の第1世ダライラマゲンドゥンドゥプがウーツァンの大貴族の援助を得てタシルンポ寺を建立。建設には12年かかった。
1600年に第4世パンチェンラマのロツァン・チューキ・ギャンツェンがタシルンポ寺院の住職をしていた時に大規模な拡張工事が行なわれた。パンチェン・ラマ4世は冊封下の最初のパンチェンラマで、以後歴代のパンチェン・ラマはみな寺を拡張した。
タシルンポ寺の寺領はチベットをダライ・ラマが統治していた時期でも、パンチェン・ラマの元で一定の自治を得ていた。
1960年、パンチェン・ラマ10世不在の間、タシルンポ寺は中国軍に破壊された。損傷は他の多くのチベット僧院に比べると少ないものであった。

現在のパンチェン・ラマは11世であるが、ダライ・ラマ14世によって認定された11世であるゲンドゥン・チューキ・ニマは中華人民共和国当局によって拉致されて今も消息不明であるため、この寺院には現在は、中華人民共和国側が擁立した11世であるギェンツェン・ノルブが座主として住んでいる（パンチェン・ラマ11世問題を参照）。
1972年、もうひとつのタシルンポ寺がインド・カルナータカ州のチベット人居留区ビラクッペに建立された。ここの住職はパンチェン・ラマ10世の転生者捜索委員であった。

## 伽藍と境内

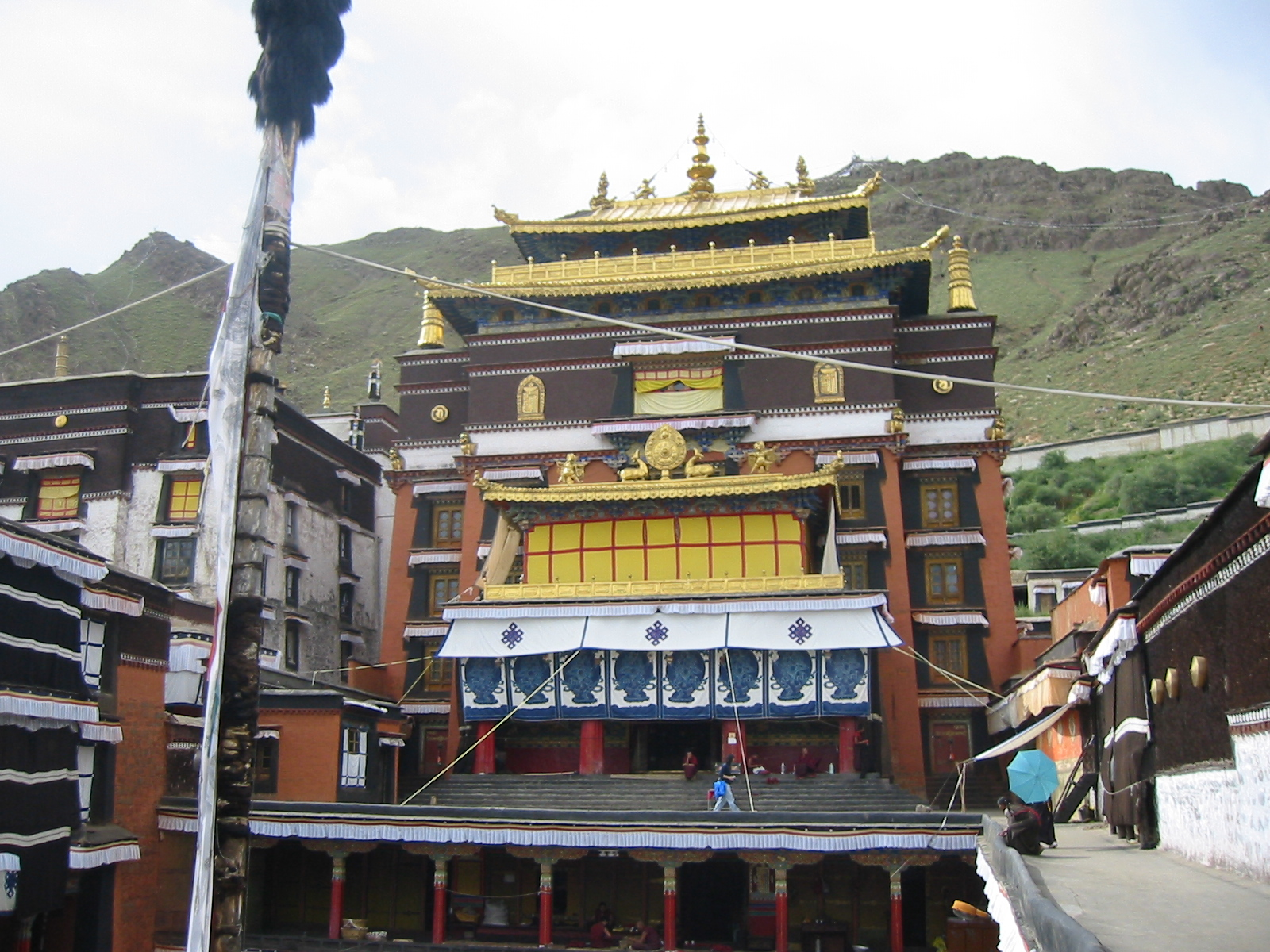
タシルンポ寺の大弥勒殿

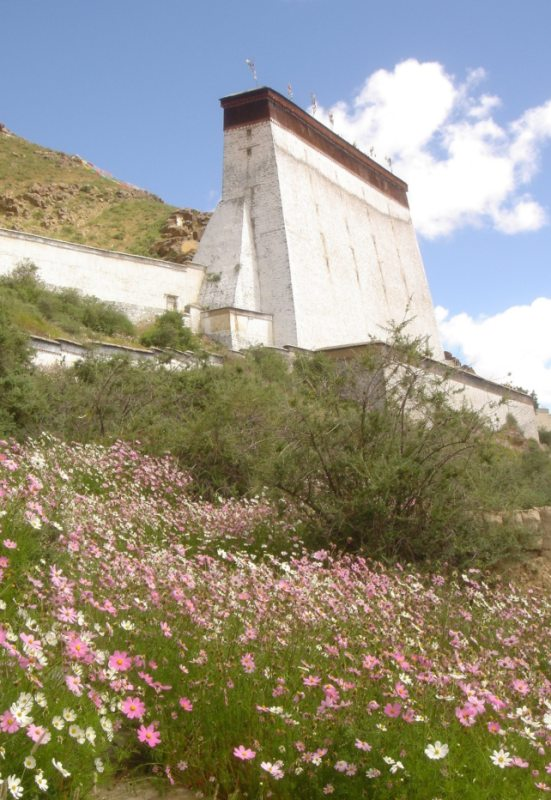
そびえ立つタンカ（チベット仏画）の壁

境内で最も勇壮かつ偉大な建築は高さ30メートルの大弥勒殿と歴代パンチェン霊塔殿である。
第9世パンチェンラマチューキ・ニマによって1914年に高さ26.2メートルの弥勒菩薩の銅製坐像を奉られたのが大弥勒殿である。大弥勒殿は冠、顔、胸、腰と脚の5層構造で、中に坐像が供養されている。この弥勒像は6,700万両もの金と12万キログラムの純度の高い銅からなり、大小様々の1,400個余りのダイヤモンド、真珠、琥珀その他の宝石が散りばめられている。
7座の歴代パンチェン霊塔は大きさに違いがあり、何人かを奉った物も一人だけを奉った物もある。塔内には第10世パンチェンのチューキ・ギャンツェンを含む歴代パンチェンラマの舎利肉身が納められている。

## 歴代座主[2]
| 代     | 名前                                          |
| ------ | --------------------------------------------- |
| 開 山  | ゲンドゥンドゥプ(ダライラマ1世)               |
| 第02代 | ロサンタシー                                  |
| 第03代 | ルンリクギャムツォ                            |
| 第04代 | イェシェツェモ                                |
| 第05代 | ゲンドゥンギャムツォ(ダライラマ2世)           |
| 第06代 | ロサンテンピーニマ                            |
| 第07代 | シャーンティーパ・ロドギェンツェン            |
| 第08代 | トゥンユギャムツォ                            |
| 第09代 | シャントン・ロドレーサン                      |
| 第10代 | ネーニンチュージェ・チューキゲンツェン        |
| 第11代 | チュンペルギャムツォ                          |
| 第12代 | ソナムギェンツェン                            |
| 第13代 | サムドゥプペルサン                            |
| 第14代 | タムチューヤンペル                            |
| 第15代 | ラワンロド                                    |
| 第16代 | ロサンチューキギェンツェン(パンチェンラマ4世) |
| 第17代 | ロサンイェシェ(パンチェンラマ5世)             |
| 第18代 | ロサンペルデンイェシェ(パンチェンラマ6世)     |